# Elizabeth Blount
Elizabeth Blount (cca. 1500. – 1539.) bila je ljubavnica engleskoga kralja Henrika VIII. kojem je čak podarila sina, Henryja Fitzroyja. Staro normansko-francusko prezime, Fitzroy, znači "kraljev sin".

## Kraljeva ljubavnica
U listopadu 1514. Elizabethino se ime prvi put spominje u vezi s kraljem u pismu Charlesa Brandona, vojvode od Suffolka, koji piše Henriku. Pismo upućuje na to da su se kralj i Brandon zajedno udvarali Elizabeth i jednoj drugoj djevojci, Elizabeth Carew. U dobi od 14 godina Blount je stigla na dvor kao dalja rođakinja kraljičina komornika, lorda Mountjoya.
Kraljeva afera s Blount trajala je najmanje pet godina, no držao ju je podalje od supruge, Katarine Aragonske. Govorkalo se da Henrik voli svoju Bessie Blount koja, poput njega, voli pjevati, plesati i "druge lijepe zabave".
Godine 1519. Blount je na nekoliko mjeseci napustila dvor. Henrik je organizirao da se preseli u kuću "Jericho" koju je unajmio od samostana sv. Lovre, koji se nalazi u Blackmoreu u pokrajini Essexa. Bila je to kuća na lošem glasu, u kojoj je kralj imao privatne odaje. Kad bi tu boravio, s njim bi išla samo nekolicina slugu. Od njih se tražila apsolutna diskrecija o kraljevim radnjama. Očito, ta je kuća bila sastajalište u kojem je Henrik mogao nastaviti svoju aferu s Blount. Elizabeth je posve sigurno ovdje živjela bar neko vrijeme, jer je 1519. kralju rodila sina. Henrik je bio oduševljen.
Na mjestu kraljeve ljubavnice naslijedila ju je Mary Boleyn, starija sestra Ane Boleyn.

## Prvi brak
Henrikova afera s Blount završila je rođenjem Henryja Fitzroyja ("kraljeva sina"). Henrik je, uz pomoć kardinala Wolseyja, organizirao Blountinu udaju kao nagradu za usluge koje mu je pružila. Potkraj 1519. udala se za lorda Tailboysa. Zbog svoje uloge u svemu tome, Wolsey je bio žestoko osuđivan da potiče mlade djevojke na blud i da je one na taj način nalaze supruga iznad vlastita društvenoga položaja.

## Drugi brak
Blount je poslije smrti prvog muža sklopila još dojmljiviji brak. Udala se za lorda Clintona koji će kasnije postati grof Lincoln.
Umrla je 1539. Njezin sin, Henry, još kao malo dijete bio poslan da živi s učiteljem, Richardom Crokeom, na King's Collegeu u Cambridgeu, gdje će dovršiti dio svog obrazovanja.